# Артур (ураган, 2014)
Ураган «Артур» (англ. Hurricane Arthur) — первый тропический циклон атлантического сезона ураганов 2014 года. Первоначально возник 28 июня в нетропической области низкого давления на юго-востоке США в западной части Атлантического океана. После достаточной организации и разработки четко определённой циркуляции на фоне благоприятной среды, 1 июля ураган был классифицирован как тропическая депрессия, но в тот же день, из-за укрепления системы он был объявлен тропическим штормом. Двигаясь на север, шторм достиг статуса урагана в начале 3 июля и изогнулся к северу-северо-востоку. Позже, структурная организация привела к дополнительной интенсификации, и к 1:00 UTC 4 июля, система достигла своего наивысшего расцвета с ветром в 160 км/ч, как ураган второй категории по шкале Саффира — Симпсона. В 03:15 UTC «Артур» обрушился на Северную Каролину, в частности на Шаклефордские отмели, расположенные между мысом Лукаут и городом Бофорт, и активизировался чуть дальше, при минимальном атмосферном давлении в 973 мбар (гПа; 28,73 дюйма рт. ст.). Затем ураган быстро преодолел север, ослабляясь при прохождении Кейп-Кода и Нантакета, прежде чем перешёл в разряд внетропических циклонов и сошёл на берег в Метегане 5 июля.
Для районов, расположенных вдоль восточного побережья Соединённых Штатов Америки, были выпущены многочисленные предупреждения. Чрезвычайное положение было объявлено на территории 26 округов Северной Каролины, в двух из них вдоль побережья была предпринята обязательная и добровольная эвакуации. Несколько сотен государственных служащих было задействовано для оказания помощи в эвакуации и подготовительных мер, наряду с тяжёлой техники, способной убирать песок и мусор. Из-за урагана были отменены или перенесены многие мероприятия, намеченные на День независимости США. Нанесённый ущерб был ограничен засыпанием мусором и затоплением дорог, и, хотя было зарегистрировано 44 тысячи случаев отключения электричества и целый ряд наводнений вдоль северных участков побережья, не наблюдалось ни одного смертельного случая или причинения серьёзных травм. В Новую Англию, «Артур» принёс внезапный паводок и более сильные перебои в подаче электроэнергии, в результате чего были закрыты дороги и приостановлена работа паромных переправ. Тем временем на побережье атлантической Канады более 200 человек остались без электричества, вследствие сильных дождей и ветров, прошедших через регион. В целом, на пути «Артура», не было потерь и общий ущерб был минимальным.

## Метеорологическая история

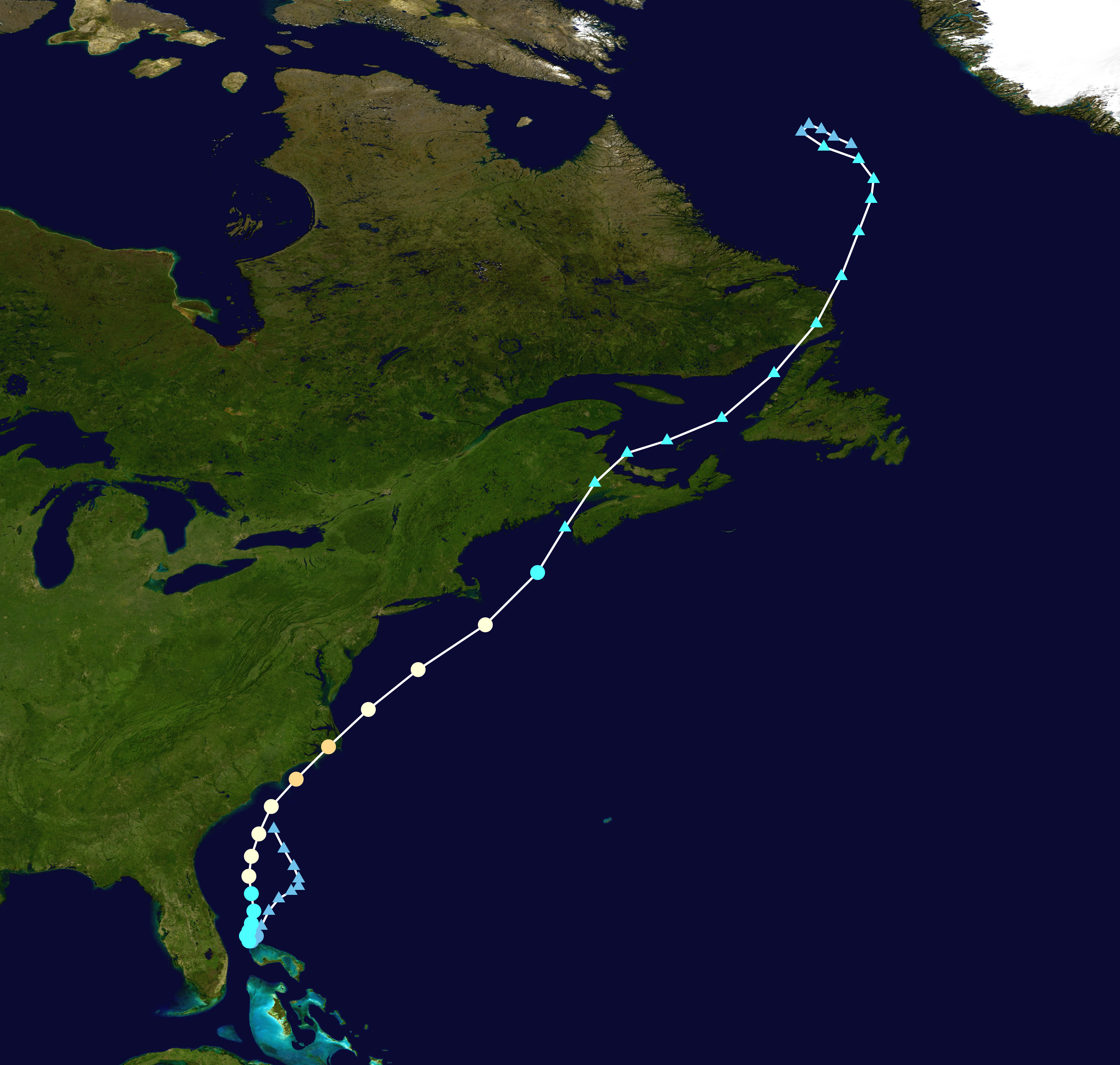
Карта, показывающая последовательный путь шторма: цветные точки — позиция шторма и интенсивность в шести-часовом интервале

25 июня Национальным ураганным центром (НУЦ) был проведен мониторинг возможности образования тропического циклогенеза в течение следующей недели, в ожидании развития области низкого давления на юго-востоке США. 27 июня нетропическое низкое давление сформировалось в Южной Каролине и перешло к юго-востоку, появившись в дальней западной части Атлантического океана в начале следующего дня. В целом благоприятная экологическая обстановка способствовала дальнейшей организации низкого давления, хотя конвекция оставалась минимальной в течение нескольких дней. 30 июня, во второй половине дня, миссия ВВС США по разведке погоды подтвердила наличие хорошо организованного перемещения воздушных масс, однако смещение его центра ливнями и грозами задержало его классификацию. После организации конвекции и закольцовывания функции вдоль южного фланга системы, что показано на радиолокационных изображениях, НУЦ классифицировал происходящее в области низкого давления как тропическую депрессию в 03:00 UTC 1 июля. Располагающаяся в 169 км (105 миль) к востоку от Кейп-Канаверал в штате Флорида, недавно названная депрессия, двигалась медленно на запад в районе слабых рулевых токов. Поворот на север, согласно прогнозам, должен был произойти над Атлантикой.
На протяжении 1 июля образовалась устойчивая структурная организация. В 15:00 UTC в расчетной точке на Большом Багаме был измерен ветер в 61 км/ч в час (38 миль), побудивший НУЦ повысить уровень депрессии до тропического шторма и присвоить ему имя «Артур». Экологические условия развивали циклон, умеренный сдвиг ветра и интрузии сухого воздуха действовали наоборот. Последствия сдвига были ясно показаны на радиолокационных изображениях NEXRAD из Мельбурна в штате Флорида, в частности, средний уровень глаза бури сместился от 48 до 56 км (от 30 до 35 миль) от низкого уровня центра. 2 июля «Артур» приобрел устойчивое движение на север, как и прогнозировалось ранее. В течение дня, конвекция консолидировалась вокруг развивающегося глаза после утихания сдвига ветра, и буря приблизились к силе урагана, так как скорость ветра достигла 110 км/ч (70 миль в час)
К утру 3 июля, по данным «Hurricane Hunters», летящих в шторм, «Артур» достиг статуса урагана в 310 км (около 190 миль) к югу-юго-западу от Кейп-Фира. Позже, он слегка повернул на север-северо-восток, когда приближался к субтропическому хребту впереди глубокой ложбины над восточной частью США. Продолжение улучшения структуры конвективного шторма способствовало его интенсификации одновременно с приближением к побережью Северной Каролины. В 1:00 UTC 4 июля, «Артур» достиг своего пика с ветром 160 км/ч (100 миль в час), получив категорию 2 по шкале ураганов Саффира — Симпсона. В это время глаз достигал размера от 40 до 48 км (25—30 миль). После этого, в 03:30 UTC ураган обрушился на Шаклефордские отмели, расположенные между мысом Лукаут и городом Бофорт. Небольшое углубление циклона произошло после перехода над Памлико-Саунд, минимальное атмосферное давление достигло отметки в 973 мбар (гПа; 28.73 дюйм рт. ст.). Продолжая проходить через Памлико-Саунд, глаз урагана достиг береговой линии округа Дэйр, прежде чем попал на северную часть Внешних отмелей в 07:00 и 08:00 UTC, соответственно.
После нахождения над Атлантическим океаном 4 июля «Артур» начал ослабевать. Хотя его глаз оставался четко определённым, ветры во время шторма не смогли эффективно снизить до поверхности. В результате обхода снижения температуры поверхности моря на фоне увеличения сдвига, в тот же день «Артур» начал переходить в разряд внетропических циклонов. Связанные с системой облака нагревались и структура стала асимметричной. Разведка продолжала докладывать о сильных ветрах на уровне 192 км/ч (119 миль), но поверхностные ветры в это время не превышали скорости в 130 км/ч (80 миль в час). Ускоряясь вперед в жёлобе над Восточным побережьем, глаз урагана рассеялся утром 5 июля, пройдя в 120 км (75 миль) от Чатема около 3:00 UTC. Конвекция стала всё чаще смещаться на северо-восток, а сухой воздух захватывался в западных частях циркуляции. Поверхностные ветры снизились ниже ураганной силы в 09:00 UTC, и «Артур» завершил преобразование в внетропическую систему в 12:00 UTC над заливом Фанди. НУЦ выпустил свой заключительный консультативный отчёт на шторм и передал ответственность за предупреждения на Канадский ураганный центр, впоследствии сообщивший о том, что «Артур» пришёл на берег в Метегане в 10:30 UTC
Остатки урагана «Артур» несколько активизировались пройдя Приморские провинции с струйными порывами в 100—130 км/ч (65-80 миль). Бывший ураган сделал ещё один подход к берегу в районе национального парка Фанди в 18:00 UTC. К 6 июля струи рассеялись, и устойчивое ослабление циклона продолжилось. Возвращаясь к северо-востоку, «Артур» в тот же день перешёл регион Лабрадор, ранее 7 июля находившись над одноимённым морем.

## Предупреждения
Несколько предупреждений о тропических циклонах и времени были изданы вдоль всего восточного побережья США в преддверии действий урагана «Артур» во Флориде, Каролинах, Новой Англии и Атлантической Канаде. Утром 1 июля, предупреждения о времени тропического шторма были выпущены во Флориду из Форт-Пирса к Флэглер-Бичу. В 09:00 UTC следующего дня, время тропического шторма было прекращено к югу от залива Себастьян, в то время как ещё одно было отправлено по реке Санти в Южной Каролине и отмелям Богью в Северной Каролине. Кроме того, время урагана было выпущено для залива Орегон на границе между Северной Каролиной и Виргинией. Позже, 2 июля, предупреждение о тропическом шторме было направлено к заливу Литтл-ривер. Одновременно, сообщение о времени тропического шторма было отозвано из Флориды.
В 21:00 UTC 2 июля, предупреждение об урагане было объявлено в Северной Каролине от Сёрф-Сити до Дака, включая Албемарл-Саунд и Памлико-Саунд. Кроме того, тропическое штормовое предупреждение было выпущено от реки Санти в Сёрф-Сити, а ещё одно от Дака до маяка Кейп-Чарльз, в том числе в устье Чесапикского залива. Предупреждение о тропическом шторме было отправлено в Массачусетс в 21:00 UTC 3 июля, простираясь от Провинстауна до Чатема на Кейп-Коде, затрагивая Нантакет, в дополнение к наблюдению за тропическим штормом между Порт-Мейтлендом и Пойнт-Акони, выданным Министерством окружающей среды Канады. Около 01:00 UTC 4 июля наблюдение за ураганом было прекращено к югу от Сёрф-Сити, в то же время было прекращено предупреждение о тропическом шторме к югу от залива Литтл-ривер. Два часа спустя, предупреждение о тропическом шторме было отменено к югу от Кейп-Фира в Северной Каролине, но наблюдение за тропическим штормом в Канаде было расширено и включило Нью-Брансуик на границе с США, Гранд-Энс в Новой Шотландии, Кейп-Бретон и остров Принца Эдуарда.
Предупреждение о тропическом шторме в Сёрф-Сити и Кейп-Фире было прекращено в 05:00 UTC 4 июля. Через несколько часов, была удалена часть предупреждений об урагане югу от отмелей Богью. В 09:00 UTC 4 июля, предупреждение о тропическом шторме в Массачусетсе было продлено на запад, в Вудс-Хол. Примерно в то же время, районы к западу от мыса Лукаут в Северной Каролине уже не находились под предупреждением об урагане, а в 11:00 были отменены для районов к югу от Окракоук. Все предупреждения в штате были прекращены через четыре часа; кроме того, всё время тропического шторма, выданное министерством окружающей среды Канады преобразовано в тропические штормовые предупреждения. В 18:00 UTC 4 июля были прекращены предупреждения на восточном побережье штата Вирджиния, в том числе в устье Чесапикского залива. После прохождения Нантакета и Кейп-Кода, были отменены остальные предупреждения в Новой Англии.

## Предпринятые меры

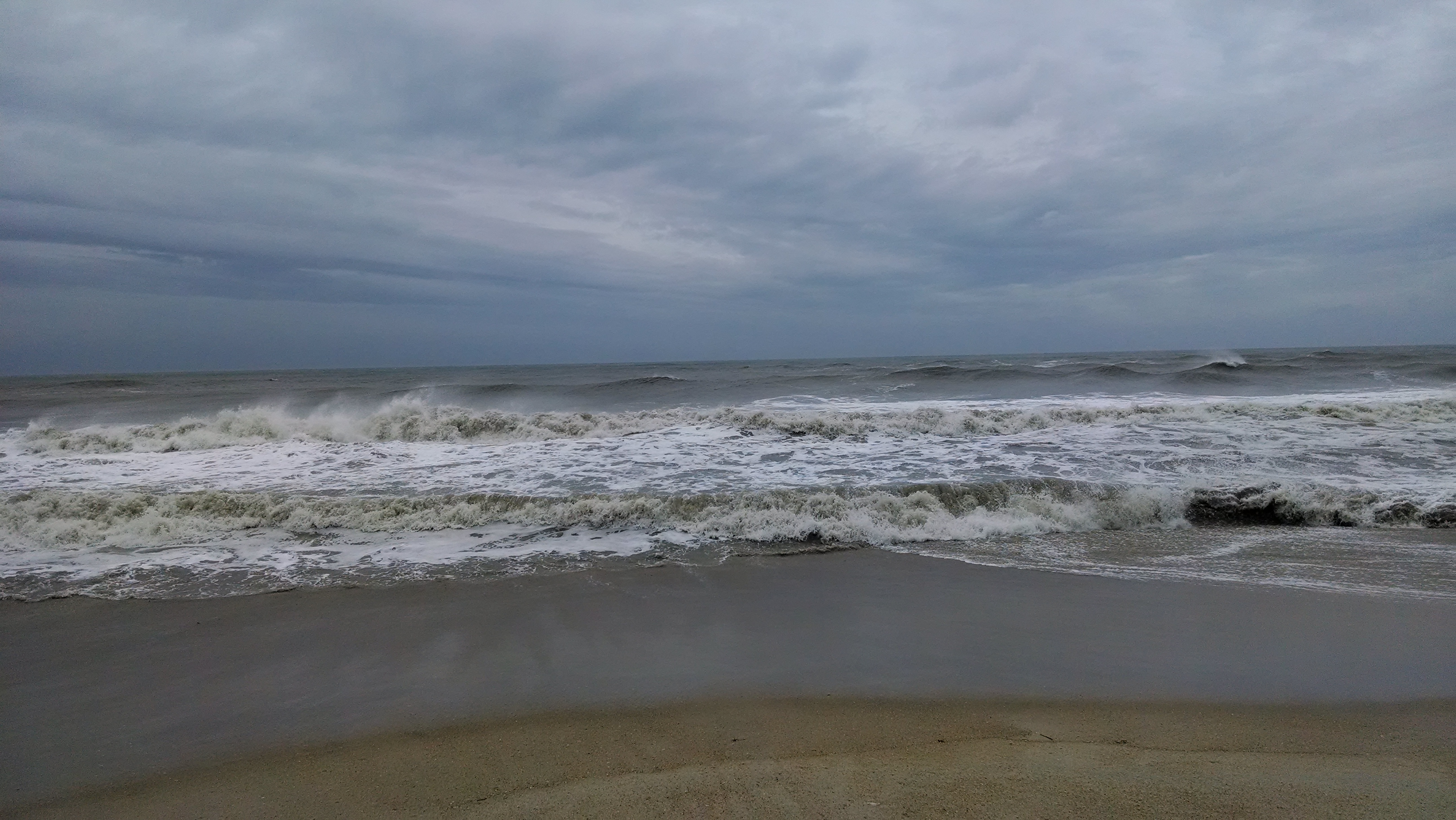
Высокие волны на острове Ассатик, вызванные ураганом «Артур»

Губернатор Северной Каролины Патрик Маккрори объявил режим чрезвычайного положения в 25 округах до прибытия урагана. Были открыты четырнадцать приютов, в качестве мер предосторожности был закрыт мост Боннер на шоссе 12. Обязательная эвакуация была объявлена на острове Хаттерас в округе Бофорт, добровольная — на острове Окракок, городах Аврора, Бат и Белхавен. Приблизительно 4300 человек уехали на пароме из Окракока, в то время как обязательная эвакуация была рекомендована директором управления по чрезвычайным ситуациям округа Хайд, но другие официальные лица отклонили просьбу. Время Торнадо было выпущено для 10 округов штата. В рамках подготовки к возможности накрытия штормовой волной шоссе 12 и острова Хаттерас, местные чиновники развернули тяжелую технику для уборки песка и другого мусора.
Для оказания помощи в ликвидации последствий шторма и облегчения эвакуации на береговой линии штата были привлечены 105 членов Национальной гвардии Северной Каролины и 400 служащих дорожной полиции штата. Было приостановлено хождение парома в заливе Памлико-Саунд, отменены различные мероприятия в День независимости: в Ошен-Сити фейерверк был перенесен на 5 июля, в Бостоне — концерт и фейерверк, как и в штате Род-Айленд. В Национальной метеорологической службе и Береговой охране США предупредили о возможности возникновения отбойных течений вдоль восточного побережья. Служба национальных парков в ожидании бури закрыла Национальный Национальный мемориал братьев Райт и Национальный резерват мыса Лукаут. Несколько авиакомпаний отменили сборы для путешественников в районах, пострадавших от урагана. Более 54 самолётов из базы ВВС «Сеймур-Джонсон» были отправлены в город Дейтон штата Огайо, для предотвращения возникновения потенциальных повреждений от ветра. Школа в городе Нантакет штата Массачусетс была преобразована во временное убежище.
В ожидании прибытия урагана, компанией «Nova Scotia Power» были подготовлены и собраны ресурсы для случаев перебоев в подаче электроэнергии и других воздействий в регионе. Многочисленные мероприятия, намеченные на выходные, были отменены во всех Приморских провинциях, в том числе фолк-фестиваль Стэна Роджерса. Несколько владельцев лодок и рыбаков предприняли дополнительные меры предосторожности задраили люки и дополнительно прикрепили свои суда к причалам. Министерством окружающей среды Канады были выпущены предупреждения о сильном ветре в дополнение к ранее выданным предупреждениям о тропическом шторме для Приморских провинций и предупреждениям об осадках для западных частей Острова Принца Эдуарда. Были закрыты парки, пляжи и кемпинги, несколько авиакомпаний отменили свои рейсы. Официальные лица Монктона заявили, что городской персонал будет подготовлен к реагированию на возможные проблемы, вызванные ураганом, такие как наводнения или упавшие деревья, в то время как Канадский Красный Крест подготовил добровольцев на случаи экстренной помощи. На ядерной генерирующей станции «Пойнт-Лепро» сотрудники Комиссии по ядерной безопасности Канады приняли меры предосторожности против бури.